# Baumwollspinnerei und Zwirnerei Leinefelde
Die Baumwollspinnerei und Zwirnerei Leinefelde war ein Industrieunternehmen in Leinefelde in Thüringen.

## Unternehmensgeschichte
Mit dem Eichsfeldplan sollte die Industrialisierung des Eichsfeldes vorangebracht werden. Aufgrund der geographischen Bedingungen und des günstig gelegenen Eisenbahnanschlusses wurde Leinefelde als Standort des Großbetriebes ausgewählt, Baubeginn war 1961. Der Ausbau der Produktionsanlagen des VEB Baumwollspinnerei und Zwirnerei Leinefelde und anderer Betriebe führte zu einem starken Anwachsen der Einwohnerzahl von Leinefelde. Aus dem Dorf mit 2.500 Einwohnern 1969 wurde die Stadt Leinefelde mit etwa 16.500 Einwohnern im Jahr 1990. Der VEB gehörte zum VEB Kombinat Baumwolle.
Mit der Wiedervereinigung Deutschlands sank die Garnproduktion von 16.000 Tonnen im Jahr auf 6.000 Tonnen im Jahr 1992, die Beschäftigtenzahl sank von etwa 4.500 auf 380 und verringerte sich im Laufe der Jahre weiter. Der Betrieb firmierte danach als Leinefelder Textilwerke GmbH weiter und kam zum Strumpfhersteller  Falke. 2013 meldete die Firma Insolvenz an.